# Schimberg
Schimberg là một đô thị thuộc huyện Eichsfeld nước Đức. Đô thị này có diện tích 29,33 km², dân số thời điểm 31 tháng 12 năm 2006 là 2387 người.